# غاري مارش
غاري مارش (بالإنجليزية: Garry Marsh)‏ هو ممثل بريطاني (وحمل سابقاً جنسية المملكة المتحدة لبريطانيا العظمى وأيرلندا)، ولد في 21 يونيو 1902 في المملكة المتحدة، وتوفي في 6 مارس 1981 بلندن في المملكة المتحدة.

## وصلات خارجية
- غاري مارش على موقع IMDb (الإنجليزية)
- غاري مارش على موقع ألو سيني (الفرنسية)
- غاري مارش على موقع أول موفي (الإنجليزية)
- غاري مارش على موقع قاعدة بيانات الأفلام السويدية (السويدية)
- غاري مارش على موقع قاعدة بيانات الفيلم (الإنجليزية)
- غاري مارش على موقع كينوبويسك (الروسية)